# Milan Chovanec
Milan Chovanec (* 31. ledna 1970 Plzeň) je český politik, v letech 2015 až 2018 statutární místopředseda České strany sociálně demokratické a od června 2017 do února 2018 pověřený předseda ČSSD, od ledna 2014 do prosince 2017 ministr vnitra ČR v Sobotkově vládě, od září 2010 do ledna 2014 hejtman Plzeňského kraje a v letech 2013 až 2019 poslanec Poslanecké sněmovny PČR. V letech 2002 až 2010 byl členem Zastupitelstva města Plzně.

## Biografie
Absolvoval střední ekonomickou školu v Plzni a Západočeskou univerzitu v Plzni, bakalářský obor na právnické fakultě, který absolvoval během 9 měsíců, jeho regulérnost tak bývá zpochybňována.
Chovanec neumí cizí jazyky a hovoří pouze česky.
Do roku 1989 pracoval ve Státní bance československé, po revoluci začal podnikat v oblasti maloobchodu, velkoobchodu a služeb. V letech 1999–2000 byl společníkem v MILLER - Sü s.r.o. v letech 2001–2007 pak jednatelem a jediným společníkem v Plzeňský nábytek s.r.o., když svůj podíl v této společnosti prodal v roce 2007 za 10,5 mil. Kč.
Je ženatý a má dvě děti, s manželkou Jaroslavou však žijí odděleně. Je vnukem Františka Chovance, který byl ve 40. letech 20. století předním politikem plzeňské Československé sociální demokracie a krátce i poslancem Ústavodárného Národního shromáždění.

## Politika
V roce 1997 se stal členem České strany sociálně demokratické (od roku 2023 Sociální demokracie). Dlouhodobě se pohyboval ve vedoucích funkcích plzeňské i krajské ČSSD, od února 2011 byl předsedou krajského výkonného výboru strany. Na sjezdu v březnu 2013 byl zvolen místopředsedou ČSSD.
V letech 2002 až 2010 pracoval jako zastupitel města Plzně, v letech 2006 až 2008 také jako předseda Kontrolního výboru města Plzně. Po zvolení Milady Emmerové hejtmankou Plzeňského kraje na podzim 2008 se stal jejím prvním náměstkem pro ekonomiku a majetek. Hejtmanem Plzeňského kraje byl od září 2010, kdy se Milada Emmerová stala členkou Poslanecké sněmovny ČR a na funkci hejtmanky rezignovala.
Ve volbách do Poslanecké sněmovny PČR v roce 2013 kandidoval v Plzeňském kraji jako lídr ČSSD a byl zvolen. Krátce po sečtení výsledků voleb se 26. října 2013 zúčastnil utajované schůzky prezidenta Miloše Zemana s částí vedení ČSSD, po které on a další členové předsednictva ČSSD vyzvali k odstoupení předsedu strany Bohuslava Sobotku. Jako první schůzku veřejně přiznal a tak si na rozdíl od ostatních účastníků Michala Haška, Zdeňka Škromacha a Jiřího Zimoly udržel místo ve vedení strany, ačkoli rezignaci Sobotkovi nabízel.
V lednu 2014 se stal kandidátem ČSSD na post ministra vnitra ve vládě Bohuslava Sobotky. Prezident Zeman zpochybňoval jeho kompetenci k vedení resortu kvůli nezvykle rychlému studiu na plzeňských právech. Bohuslav Sobotka ale na jeho nominaci trval, protože Chovanec prý vše již dostatečně vysvětlil. Vzhledem ke svému vstupu do vlády se 26. ledna 2014 rozhodl rezignovat na post hejtmana Plzeňského kraje. Ve funkci ho nahradil Václav Šlajs. Dne 29. ledna 2014 byl prezidentem Milošem Zemanem do funkce ministra vnitra ČR jmenován. Dne 17. února 2014 se vzdal i pozice řadového zastupitele Plzeňského kraje.
Na konci roku 2014 se rozhodl, že bude usilovat o post statutárního místopředsedy ČSSD (podpořil jej i předseda strany a premiér Bohuslav Sobotka). Na 38. sjezdu ČSSD v březnu 2015 však nejprve v prvním kole volby neuspěl, i když získal 359 hlasů (jeho protikandidáti Jeroným Tejc a Jiří Dienstbier obdrželi 236 hlasů, resp. 75 hlasů), zvolení mu uteklo o 3 hlasy. Ve druhém kole volby pak porazil Jeronýma Tejce poměrem 433 : 253 hlasům a stal se statutárním místopředsedou ČSSD.
Po vypuknutí evropské migrační krize se Milan Chovanec stal jedním z hlavních odpůrců kvót na přerozdělování uprchlíků a také kritikem politiky německé vlády k uprchlíkům. Zastal tak opačný postoj než ministr pro lidská práva Jiří Dienstbier, který byl pro přijetí několikanásobně většího množství migrantů než určují kvóty. Chovanec také zastupoval vládu při jednání o uprchlických kvótách, kdy, s mandátem od vlády, odmítal jejich přijetí.
V červnu 2016 oznámilo policejní prezidium plán na vytvoření centrály boje proti organizovanému zločinu. V rámci reorganizace by mělo dojít k sloučení Útvaru pro odhalování organizovaného zločinu a Útvaru pro odhalování korupce a finanční kriminality. Zmíněné změny kritizovali státní zástupci a část politického spektra, především hnutí ANO, a hlavně ministra spravedlnosti Roberta Pelikána. Reorganizace byla kritizována za svoji údajnou nepřipravenost a ukvapenost. Sám Chovanec prohlásil, že změny schválí, pokud nezasáhnou do živých kauz, na což si nechal vypracovat analýzu. Dle této analýzy by se reorganizace neměla dotknout živých kauz. reorganizace však vyvolala krizi ve vládě a vedlo k rezignaci velitele ÚOOZ Roberta Šlachty. ANO požadovalo Chovancův konec, pokud ten změny podepíše. Později začalo hnutí hrozit odchodem z vlády. Milan Chovanec pak reorganizaci policie 15. června schválil, přičemž řekl že „policie nesmí být divizí Agrofertu.“ ANO následně ustoupilo ve svém úmyslu vypovědět koaliční smlouvu s tím, že bude požadovat její změny.
Dne 10. března 2017 obhájil na 39. sjezdu ČSSD v Brně post statutárního místopředsedy strany. Hlas mu dalo 379 delegátů, jeho protikandidátovi Jeronýmu Tejcovi pak 280 delegátů (dostal tak 56 % platných hlasů).
Ve volbách do Poslanecké sněmovny PČR v roce 2017 byl lídrem ČSSD v Plzeňském kraji. V polovině června 2017 se stal pověřeným předsedou ČSSD, když na funkci řádného předsedy rezignoval Bohuslav Sobotka. Ve sněmovních volbách získal 2 917 preferenčních hlasů a obhájil tak mandát poslance. Ve funkci ministra vnitra ČR setrval do 13. prosince 2017, kdy byl novým ministrem jmenován Lubomír Metnar.
Na mimořádném sjezdu ČSSD v únoru 2018 v Hradci Králové kandidoval na předsedu strany. Získal však jen 116 hlasů a skončil tak na třetím místě v prvním kole volby, porazili jej Jan Hamáček a Jiří Zimola. O funkci 1. místopředsedy se již neucházel.
V červenci 2018 nepodpořil jako jediný poslanec ČSSD při hlasování o důvěře menšinovou vládu ANO a ČSSD (tj. druhá vláda Andreje Babiše). Jako důvod uvedl: "Je v zásadním konfliktu s mým svědomím, abych umožnil vznik této vlády, kde sociální demokraté mají hrát nedůstojnou roli fíkového listu." Později prohlásil, že pokud by jej Poslanecký klub ČSSD vyloučil, složil by poslanecký mandát. Poslanecký klub se však usnesl, že jeho vyloučení ani rezignaci na mandát nepožaduje.
V komunálních volbách v roce 2018 kandidoval do Zastupitelstva města Plzeň na 43. místě kandidátky ČSSD, ale neuspěl. Nebyl zvolen ani zastupitelem městského obvodu Plzeň 2-Slovany (kandidoval na posledním 27. místě).
V lednu 2019 oznámil, že do konce března téhož roku složí poslanecký mandát, a to pro nesouhlas s účastí ČSSD ve společné vládě s ANO. Nakonec tak učinil ke 14. dubnu 2019, nahradil jej Václav Votava.

## Pochybnosti o studiu
Chovancovo studium na Západočeské univerzitě v Plzni bylo předmětem veřejného zájmu hned několikrát.
Bakalářský obor na právnické fakultě Západočeské univerzity se do povědomí veřejnosti v roce 2011 zaryl především kauzou tzv. rychlostudentů, kteří zvládli běžně tříletý bakalářský a pětiletý magisterský obor vystudovat v řádu měsíců. Milan Chovanec absolvoval bakalářský obor za 9 měsíců (přesněji od září do června 2009); regulérnost jeho studia tak bývá zpochybňována. Jako vysvětlení Chovanec uvedl, že byl coby absolvent kurzu celoživotního vzdělávání (v letech 2007 až 2008) následně zařazen přímo do 3. ročníku (2009).
Pochybnosti o regulárnosti vyvolala též jeho bakalářská práce. Chovanec nejprve uvedl, že mu škola oznámila, že práce není k nalezení, později ho prý informovali, že je celou dobu v univerzitní knihovně.
V roce 2016 zástupci Pirátské strany za využití systému Odevzdej.cz upozornili, že Chovanec do úvodu bakalářské práce zkopíroval necelé 2 normostrany textu, který byl sepsán již před rokem 2003 (tj. 6 let před vytvořením Chovancovy bakalářské práce). Šlo o vypracované maturitní otázky z přeloučského gymnázia. Nad použitím výpisků středoškolských studentů v bakalářské práci na právnické fakultě se pozastavil i tehdejší Chovancův vládní kolega – ministr spravedlnosti Robert Pelikán, který uvedl: "Ale samozřejmě, že to je plagiát. A ještě ke všemu čeho..." Pochybnosti nad kvalitou práce vyjádřila i bývalá předsedkyně Akreditační komise Vladimíra Dvořáková, která označila Chovancův postup za neetický a dodala: "Komise mu to měla hodit na hlavu. Za normální situace by nebylo možné, aby taková práce prošla." Chovanec k podezření z plagiátorství uvedl, že zdroj textu uvedl na konci bakalářské práce v části Použitá literatura a zdroje informací a označil upozornění Pirátské strany za pokus vyvolat "předvolební skandálek". Předseda Pirátské strany Ivan Bartoš v reakci vyjádřil překvapení nad tím, že ministr vnitra k osobní záležitosti jeho bakalářské práce vyjadřuje na oficiálních stránkách ministerstva vnitra.
Piráti dále upozornili, že Chovancova bakalářská práce byla odevzdána dříve, než byla zadána. Odevzdána totiž byla již 31. března 2009, přestože zadána byla až 5. června 2009. Chovanec k věci uvedl, že jeho práce tehdy všechny formální náležitosti splnila.
Pochybnosti umocnily též osoby vedoucího a oponentů Chovancovy bakalářské práce. Vedoucím práce byl Ivan Tomažič, jehož disertační práce byla odhalena jako plagiát. Chovancovi oponenti Daniel Telecký a Milan Kindl pak byli přímými účastníky již zmíněné kauzy tzv. rychlostudentů.
Chovanec své studium na právnické fakultě považuje za nejhloupější nápad svého života a získaný titul (Bc.) prý již neužívá. Přesto například na svém profilu na webové stránce vlády České republiky uvádí, že je absolventem Západočeské univerzity v Plzni.